# سالدا (داغستان)
سالدا (به لاتین: Salda) یک منطقهٔ مسکونی در روسیه است که در داغستان واقع شده‌است.